# Дем'яненко Володимир Якович
Дем'яненко Володимир Якович (5 серпня 1938, Запоріжжя, УРСР — 28 серпня 2011) — радянський та український журналіст.

## Біографія
Народився 5 серпня 1938 року у Запоріжжі.

## Освіта
Після завершення школи пішов працювати у машинно-тракторну станцію (МТС). Згодом навчався у Мелітопольському технічному училищі на автомеханіка.
Заочно закінчив відділення журналістики при філологічному факультеті Ростовського державного університету.

## Професійна діяльність
У 1958 році влаштувався на роботу змінного механіка у автобазі в Торецьку (нині АТП-11478).
Працюючи на виробництві, паралельно займався у літературній студії та був активним кореспондентом місцевої газети «Дзержинський шахтар». З 1965 року став штатним представником друкованого видання, де пропрацював до 2001 року.
1973-2001 рр. — головний редактор газети «Дзержинський шахтар».
Помер 28 жовтня 2011 року.